# 830 Petropolitana
830 Petropolitana è un asteroide della fascia principale del diametro medio di circa 41,22 km. Scoperto nel 1916, presenta un'orbita caratterizzata da un semiasse maggiore pari a 3,2170251 UA e da un'eccentricità di 0,0598005, inclinata di 3,81219° rispetto all'eclittica.
Il suo nome è un omaggio alla città di San Pietroburgo, in Russia, di cui il nome latinizzato è Petropolis.